# 비내섬
비내섬은 충청북도 충주시 앙성면 조천리에 있는 섬으로, 남한강 중상류에 위치한다.